# SAP Business ByDesign
SAP Business ByDesign  è un prodotto software di gestione del business e pianificazione delle risorse per piccole e medie imprese, sviluppato da SAP. Viene offerto come SaaS.
Il sistema è disponibile in oltre 35 paesi per più di mille società.

## Descrizione
- Customer relationship management;
- Financial management;
- Project management;.
- Supply chain management;
- Supplier relationship management;
- Human resources management;
- Executive management support;
- Compliance management.